# Серова, Наталья Сергеевна
Наталья Сергеевна Серова (род. 4 ноября 1979 года) — российский учёный, специалист в области лучевой диагностики, Академик РАН (2025).

## Биография
Родилась 4 ноября 1979 года.
В 2003 году — с отличием окончила педиатрический факультет Российского государственного медицинского университета, специальность — врач-педиатр.
В 2006 году — защитила кандидатскую диссертацию, тема: «Лучевая диагностика сочетанных повреждений костей лицевого черепа и структур орбиты» (специальность 14.01.13 — лучевая диагностика, лучевая терапия).
В 2010 году — защитила докторскую диссертацию, тема: «Лучевая диагностика в стоматологической имплантологии» (специальности 14.01.13 — лучевая диагностика, лучевая терапия; 14.01.14 — стоматология).
В 2016 году — избрана Членом-корреспондентом РАН.
В 2025 году  — избрана Академиком РАН.
В настоящее время — профессор кафедры лучевой диагностики и лучевой терапии Института клинической медицины им. Н. В. Склифосовского Сеченовского университета.
Врач-эксперт Российского Центра судебно-медицинской экспертизы Министерства Здравоохранения РФ.
Дополнительное образование: квалификация «Преподаватель Высшей школы» (2008).

## Научная деятельность
Специалист в области лучевой диагностики.
Автор (и соавтор) более 500 научных публикаций, в том числе 4 монографий, 8 национальных руководств, учебника, 21 учебного пособия, 2 сборников клинических рекомендаций, утверждённых Министерством здравоохранения РФ, 14 патентов на изобретения.
Под руководством Н.С. Серовой защищено  27 диссертационных работ.
Индекс Хирша РИНЦ — 17
Индекс Хирша Scopus — 9

### Направления научной работы
- Лучевая диагностика в стоматологии и челюстно-лицевой хирургии. Серова Н. С. разработала, научно обосновала и внедрила в клиническую практику комплексные алгоритмы диагностики, 3D-моделирования, виртуального планирования, интраоперационного контроля и послеоперационного мониторинга заболеваний и повреждений челюстно-лицевой области. Специалист экспертного уровня в диагностике и мониторинге лечения стоматологических заболеваний.
- Лучевая диагностика в онкологии. Разработала протоколы лучевого обследования и алгоритмы клинико-лучевого обследования пациентов с новообразованиями головы и шеи.
- Лучевая диагностика в кардиологии и сердечно-сосудистой хирургии. Исследовала возможности неинвазивной диагностики заболеваний коронарных сосудов и миокарда (методами компьютерной, магнитно-резонансной томографии и МР-спектроскопии). Внедрила алгоритмы лучевого скрининга кальциноза коронарных артерий.
- Лучевая диагностика в мониторинге женского здоровья. Разработала УЗ-критерии оценки риска плацентарной недостаточности у женщин после ЭКО. Научно обосновала и внедрила в практику алгоритмы лучевого обследования пациенток с непальпируемыми образованиями молочных желез.
- Лучевая диагностика в травматологии и ортопедии. Разработала и внедрила в клиническую практику методики функциональной компьютерной томографии позвоночника и крупных суставов, разработала критерии ранней диагностики осложнений после эндопротезирования суставов.
- Лучевая диагностика в урологии. Впервые предложила методики двухэнергетической компьютерной томографии в диагностике мочекаменной болезни. Разработала и внедрила  в клиническую практику технологии КТ-перфузии при заболеваниях почек.
- Лучевая диагностика и судебная медицина. Ведёт экспертную судебную деятельность по всем направлениям лучевой диагностики. Впервые в России внедряет технологии виртуальной лучевой аутопсии плодов и новорождённых. . Разрабатывает протоколы лучевой диагностики в судебной экспертизе живых лиц.

## Научно-организационная работа

### 
- Председатель экспертного совета по терапевтическим наукам  ВАК РФ
- Главный редактор  Российского Электронного Журнала Лучевой Диагностики (Russian Electronic Journal of Radiology / REJR) — ведущего научного журнала по специальности «3.1.25 - лучевая диагностика» в России, включённого в список рекомендованных ВАК Минобрнауки РФ (категория К1) и входящий в международную базу цитирования Scopus
- Руководитель Ведущей Научной Школы РФ «Неинвазивные функциональные технологии лучевой медицины в скрининге, ранней диагностике, мониторинге лечения и контроле реабилитации социально значимых заболеваний» (лауреат Гранта Президента РФ в научном направлении «Медицинские науки» в 2022 г.)
- Президент АНО «Всероссийский национальный конгресс лучевых диагностов и терапевтов»
- Председатель программного и научно-редакционного комитета Форума «Медицинская диагностика» и Всероссийского национального Конгресса «Радиология». Президент Национального Конгресса «Радиология — 2020»
- Член Всероссийской ассоциации специалистов по лучевой диагностике, Европейской ассоциации радиологов (ESR), Европейской ассоциации радиологов области головы и шеи (ESHNR), Европейской ассоциации кардиорадиологов (ESCR), член комитета по лучевой диагностике Российского общества урологов (РОУ)
- Член диссертационного совета ДСУ 208.001.22 по специальности 3.1.25 — лучевая диагностика (медицинские науки)
- Член диссертационного совета ДСУ 208.001.23 по специальности 3.3.05 — судебная медицина (медицинские науки)
- Член редакционной коллегии научно-практического журнала «Медицинский вестник МВД»
- Член редакционной коллегии научно-практического журнала «Анналы клинической и экспериментальной неврологии»
- Член редакционной коллегии научно-практического журнала «Корпоративное здоровье и промышленная медицина»
- Член МОО «Ассоциация полярников»
- Эксперт РАН
- Секретарь Учебно-методической комиссии по лучевой диагностике и терапии УМО по медицинскому и фармацевтическому образованию ВУЗов России
- Член коллектива Ведущей научной школы — лауреата Гранта Президента РФ 2012—2013 г.г. по теме «Разработка и внедрение алгоритмов применения высокотехнологичных неинвазивных методов лучевой диагностики в мониторинге женского здоровья и репродукции» (руководитель академик РАН С. К. Терновой)
- Член коллектива Ведущей научной школы — лауреата Гранта Президента РФ 2014—2015 г.г. по теме «Гибридные технологии лучевой медицины в сердечно-сосудистой хирургии и кардиологии» (руководитель академик РАН С. К. Терновой)
- Член коллектива — лауреата Гранта РФФИ 2019—2021 г.г. по теме «Разработка гидродинамической модели кровотока в сердце по результатам объёмной томографии»

## Клиническая работа
Руководитель направления томографии Российско-Японского центра визуализации Сеченовского Университета.
Действующие медицинские сертификаты:
- Рентгенология (действующий сертификат с 2005 года; закончила клиническую ординатуру по специальности «рентгенология»)
- Компьютерная томография (свидетельства о повышении квалификации)
- Магнитно-резонансная томография (свидетельства о повышении квалификации)
- Рентгенэндоваскулярная диагностика и лечения (действующий сертификат с 2015 года; профессиональная переподготовка)
- Ультразвуковая диагностика (действующий сертификат с 2016 года; профессиональная переподготовка)
- Радиационная безопасность (свидетельства о повышении квалификации)

## Награды
- 2025: Нагрудный знак "Отличник здравоохранения" Министерства здравоохранения РФ.
- 2024: Благодарность Президента РФ за вклад в развитие отечественной науки.
- 2024: Почетная грамота Российской Академии Наук
- 2024: Медаль "За активную гражданскую позицию и патриотизм" Союза ветеранов госбезопасности.
- 2024: Медаль "300 лет Российской Академии Наук".
- 2022: Лауреат премии Правительства РФ в области образования.
- 2022: Почетная грамота Министерства здравоохранения РФ.
- 2022: Победитель конкурса на право получения гранта Президента Российской Федерации по государственной поддержке Ведущих Научных Школ РФ в научном направлении «Медицинские науки». Тема НИР: «Неинвазивные функциональные технологии лучевой медицины в скрининге, ранней диагностике, мониторинге лечения и контроле реабилитации социально значимых заболеваний».
- 2019: Благодарность Министра здравоохранения РФ.
- 2016—2017: Лауреат Гранта Президента РФ молодым российским учёным — докторам наук. Тема НИР: «Разработка новых лучевых технологий и алгоритмов их применения в 3D-моделировании, диагностике и мониторинге лечения заболеваний и повреждений челюстно-лицевой области».
- 2013—2014: Лауреат Гранта Президента РФ молодым российским учёным — докторам наук. Тема НИР: «Гибридные технологии лучевой диагностики в челюстно-лицевой хирургии».
- 2010—2011: Лауреат Гранта Президента РФ молодым российским учёным — кандидатам наук. Тема НИР: «Лучевая диагностика в планировании и контроле хирургической коррекции при заболеваниях челюстно-лицевой области».
- 2009: Лауреат Первой премии Невского Радиологического Форума.
- 2007: Лауреат Премии молодым учёным им. Ю.Н. Соколова за лучшую научную работу по лучевой диагностике.